# Melinda falciloba
Melinda falciloba är en tvåvingeart som beskrevs av Hsue 1979. Melinda falciloba ingår i släktet Melinda och familjen spyflugor. Inga underarter finns listade i Catalogue of Life.